# شبگرد-باز ناکوندا
شبگرد-باز ناکوندا (نام علمی: Chordeiles nacunda) نام یک گونه از تیره شبگردان است.